# Eccremocarpus scaber
Bignone du Chili
Espèce
Eccremocarpus scaber, la Bignone du Chili, est une espèce de plantes à fleurs de la famille des Bignoniaceae.

## Répartition
Cette plante est originaire du Sud de l'Argentine, du centre et du Sud du Chili et du Pérou. C'est un arbuste grimpant ou une liane qui pousse principalement dans le biome subtropical.

## Liste des variétés
Selon GBIF (9 août 2025) :
- Eccremocarpus scaber var. carmineus Pynaert, 1905
- Eccremocarpus scaber var. scaber Ruiz & Pav.

## Dénomination
Ce taxon porte en français les noms vernaculaires ou normalisés suivants : Bignone du Chili,, Eccremocarpus scabre.

## Systématique
Le nom correct complet (avec auteur) de ce taxon est Eccremocarpus scaber Ruiz & Pav..
Eccremocarpus scaber a pour synonymes :
- Calampelis scaber (Ruiz & Pav.) Sweet
- Calampelis scabra (Ruiz & Pav.) Sweet
- Dombeya nodiflora L'Hér.
- Dombeya nodiflora L'Hér. ex DC.
- Eccremocarpus ruber Regel
- Eccremocarpus scaber subsp. carmineus (Spigolatore) Pynaert
- Eccremocarpus scaber var. aurea Benary
- Eccremocarpus scaber var. carmineus Spigolatore
- Eccremocarpus scaber var. roseus Huxley
- Eccremocarpus scaber var. sepium Bertero
- Eccremocarpus scaber var. sepium Bertero ex DC.
- Eccremocarpus sepium Bertero
- Tourrettia scabra Dombey
- Tourrettia scabra Dombey ex DC.